# Synagoga w Talsi
Synagoga w Talsi zwana Chłodną (łot. Talsu sinagoga; Ziemas sinagoga) – synagoga znajdująca się w kurlandzkim miasteczku Talsi na Łotwie, przy ulicy Kalnu 5.
Synagoga została zbudowana w 1854 roku. Podczas II wojny światowej, po wkroczeniu wojsk niemieckich do Talsi w 1941 roku, synagoga została zdewastowana. Od 1945 roku mieści się w niej dom mieszkalny.